# Смерека-Малик Оксана Степанівна
Оксана Степанівна Смерека-Малик (нар. 25 жовтня 1958, Бережани, Тернопільська область) — українська народна майстриня (лялькарка, писанкарка), поетеса, педагог. За фахом — французький філолог, перекладач.
Дипломантка XII конкурсу імені Мирона Утриска. Директор Художнього ліцею при Львівській національній академії мистецтв, член редакційної колегії журналу «Річ».

## Освіта
З раннього дитинства і до закінчення середньої школи мешкала у Надвірній (Івано-Франківська область). Навчалася у Львівському та Чернівецькому університетах. Тепер живе та працює у Львові.

## Поетична творчість
Авторка поетичних книг: «Три любові» (Львів, 1997, 2008) і «Кав'ярня любови» (Львів, 2008)

## Каркасні ляльки-мотанки
Першу ляльку Уляну Оксана зробила у березні 2010 в подарунок організаторам Книжкової толоки в Миколаєві (Львівська область), приуроченої 150-річчю від дня народження Уляни Кравченко. Основою ляльки є традиційна мотанка, однак Оксана вимотує її на основі (каркасна мотанка). У доробку мисткиня має вже понад сто таких ляльок.
З 19 по 31 серпня 2010 в Національному центрі народної культури «Музей Івана Гончара» тривала персональна виставка «Оксанина лялька» — колекція, створена з циклів: «Карпатія: дівки, газдині, молодиці», «Князівни і боярині», «Львів'янки — пані та панянки», «Рожеві панни», «Маків цвіт», «Пори року», «Сни серпневого поля» тощо.
Майстриня була учасницею:
- II Львівського фестивалю «Ляльковий світ»,
- виставок «Авторська ялинка», «Мистецький вертеп»,
- фестивалю «Етнолялька-2011» (Львів),
- фестивалю майстрів народного мистецтва «Україна! ЙоЙ» (м. Южне Одеської області).

У 2011 році відбулися персональні виставки:
- у Художньому ліцеї при ЛНАМ (Львів),
- в Палаці мистецтв музею «Дрогобиччина» (Дрогобич),
- в Музеї історії Надвірнянщини (Надвірна Івано-Франківської області).

Спільно з черкаською майстринею Ларисою Теліженко Оксана Смерека-Малик створила триметрову ляльку-мотанку, що увійшла до Книги рекордів України. Ця лялька виготовлена у Львові на завершення фестивалю Етнолялька 2011.